# Casi el paraíso (película)
Casi el paraíso (en inglés Quite Like Paradise/Almost Paradise) es una  película dramática mexicana de 2024, dirigida por Edgar San Juan a partir de un guion de Hipatia Argüero Mendoza y Edgar San Juan, basada en la novela de 1956 Casi el paraíso de Luis Spota. Está protagonizada por Andrea Arcangeli, Esmeralda Pimentel y Karol Sevilla.

## Argumento
La historia gira en torno a Ugo Conti (Andrea Arcangeli), joven y atractivo "conde" italiano, que recala en México escapando de su mecenas y de su amante. En unas pocas semanas el "conde" deslumbra y seduce a la sociedad mexicana, en especial, a la alta burguesía, hasta comprometerse con Teresa Rondia (Karol Sevilla), hija de un poderoso y rico político. Cuando accidentalmente se reencuentra con Frida Becker (Esmeralda Pimentel), quien fuera su gran amor, esta le advierte sobre lo peligrosos que son los políticos mexicanos ("son peor que la mafia italiana" sic Frida) y lo insta a abandonar México; sin embargo, la desmedida ambición de Ugo lo hace ignorar las advertencias de su otrora novia y así, su propio pasado lo alcanza y desenmascara como el impostor que en realidad es, con insospechadas consecuencias.

## Elenco
- Andrea Arcangeli como Ugo Conti/Amedeo Pádula
- Esmeralda Pimentel como Frida Becker/Concha
- Karol Sevilla como Teresa Rondia
- Miguel Rodarte como Alonso Rondia
- Katie Barberi como Liz Avrell
- Maurizio Lombardi como Francesco de Astis
- Enrique Arreola como Mario Soto
- Yuriria Del Valle como Alicia Rondia
- Hugo Albores como Ignacio Garduño
- Tomás Goros como Ernesto Arias
- Gerardo Taracena como Justino Nava
- Natasha Cubria como Roberta
- Alberto Estrella como Presidente de México
- Ana Ortizharo como Karla
- Pasquale Di Frenza como Real conde Ugo Conti[3]

## Producción

### Desarrollo
La primera vez que se comentó sobre el desarrollo del proyecto fue en 2016, bajo la dirección de Gaz Alazraki, en el anuncio en el marco del Festival Internacional de Cine de Roma. Se anunció que se daría una coproducción entre México e Italia para el proyecto. La producción tuvo retrasos por motivos desconocidos, y se continuó desarrollando hasta 2022. Finalmente, Alazraki abandonó el proyecto y Edgar San Juan tomó la dirección del mismo.

### Rodaje
El rodaje de la película comenzó en mayo de 2023 en Acapulco y Ciudad de México y terminó en septiembre en Giovinazzo, Bari. 

## Recepción
Casi el paraíso ha sido recibida con críticas positivas por parte de la crítica profesional, ya que la película mantiene un promedio del 85% en el sitio web de Tomatazos.
Asimismo, obtiene una calificación del público general de 6.8/10 en IMDb y en la plataforma de reseñas Letterboxd, obtuvo una calificación de 3.2/5 por el público.

## Estreno
Casi el paraíso se estrenó en cines el 12 de septiembre de 2024 en México y Estados Unidos, y su estreno en Latinoamérica fue 2 semanas después.
El 1 de noviembre del 2024, se puso a la venta en la plataforma de servicio de alquiler y de streaming de Amazon, Prime Video, y tendrá su estreno digital en la plataforma Max (servicio de streaming) el 15 de noviembre del mismo año.
El 12 de septiembre de 2025, un año después de su estreno original, la película llegará a cines del Oriente Medio, incluyendo Emiratos Árabes Unidos y la ciudad de Dubái.

## Premios
| Lista de premios y nominaciones | Lista de premios y nominaciones | Lista de premios y nominaciones             | Lista de premios y nominaciones    | Lista de premios y nominaciones |
| Año                             | Organización                    | Categoría                                   | Nominado/a(s)                      | Resultado                       |
| ------------------------------- | ------------------------------- | ------------------------------------------- | ---------------------------------- | ------------------------------- |
| 2024                            | Produ Awards                    | Mejor película                              | Casi el paraíso                    | Nominado                        |
| 2024                            | Produ Awards                    | Mejor actriz                                | Esmeralda Pimentel                 | Nominado                        |
| 2024                            | Produ Awards                    | Mejor actor                                 | Miguel Rodarte                     | Nominado                        |
| 2024                            | Produ Awards                    | Mejor promesa femenina                      | Karol Sevilla                      | Nominado                        |
| 2024                            | Produ Awards                    | Mejor ópera prima                           | Casi el paraíso                    | Ganador                         |
| 2024                            | Produ Awards                    | Mejor director                              | Edgar San Juan                     | Nominado                        |
| 2024                            | Produ Awards                    | Mejor campaña publicitaria                  | Casi el paraíso                    | Nominado                        |
| 2025                            | Diosas de Plata                 | Mejor película                              | Casi el paraíso                    | Pendiente                       |
| 2025                            | Diosas de Plata                 | Mejor Director                              | Edgar San Juan                     | Nominado                        |
| 2025                            | Diosas de Plata                 | Mejor Revelación Femenina                   | Karol Sevilla                      | Ganadora                        |
| 2025                            | Diosas de Plata                 | Mejor Actriz                                | Esmeralda Pimentel                 | Nominada                        |
| 2025                            | Diosas de Plata                 | Mejor Opera Prima                           | Casi el paraíso                    | Nominado                        |
| 2025                            | Diosas de Plata                 | Mejor canción para cine                     | ”Casi El Paraíso” de Karol Sevilla | Ganador                         |
| 2025                            | Diosas de Plata                 | Mejor Coactuación Masculina                 | Miguel Rodarte                     | Nominado                        |
| 2025                            | Diosas de Plata                 | Mejor Guion Adaptado                        | Casi el paraíso                    | Ganador                         |
| 2025                            | Premios Platino                 | Mejor Ópera Prima de Ficción Iberoamericana | Casi el paraíso                    | Nominado                        |
| 2025                            | Premio Ariel                    | Mejor Guion Adaptado                        | Casi el paraíso                    | Pendiente                       |